# Le Meneur de joies
Pour plus de détails, voir Fiche technique et Distribution.
Le Meneur de joies (titre original : Die Schleiertänzerin) est un film franco-allemand réalisé par Charles Burguet, sorti en 1929.

## Synopsis
Inconnu.

## Fiche technique
- Titre : Le Meneur de joies
- Titre original : Die Schleiertänzerin
- Réalisation : Charles Burguet
- Scénario : Charles Burguet
- Décoration : Otto Erdmann, Hans Sohnle
- Photographie : Georg Bruckbauer, Günther Krampf
- Musique : Allan Bjerne
- Pays de production : France, Allemagne  République de Weimar
- Producteurs : Paul Ebner, Maxim Galitzenstein, René Navarre
- Société de production : Maxim-Film Ges. Ebner & Co.
- Format : Noir et blanc - Muet
- Durée : 75 minutes
- Date de sortie :
  - Allemagne : 15 novembre 1929

## Distribution
- René Navarre
- Hertha von Walther
- Hans Albers
- Maria Forescu
- Evelyn Holt
- Max Maximilian
- Edith Meinhard
- Olga Belajeff
- André Mattoni
- Carl de Vogt
- Siegfried Berisch
- Harry Hardt
- Paul Graetz